# Bullet (песня The Misfits)
«Bullet» — второй сингл американской хоррор-панк группы The Misfits. Все 4 композиции с этого сингла были записаны в 1978 году вместе с 13 другими из дебютного альбома Static Age. Так как группа не смогла найти лейбл для выпуска альбома, было принято решение выпустить 4 песни как «Bullet» на лейбле вокалиста Misfits Гленна Данцига Plan 9. Позже песни с этого сингла выпускались в различных вариациях, пока в 1997 не вышел Static Age.
Текст песни "Bullet" посвящен убийству в 1963 году президента США Джона Кеннеди.

## Трек-лист
Слова и музыка всех песен — написаны Гленном Данцигом.
| №  | Название     | Длительность |
| -- | ------------ | ------------ |
| 1. | «Bullet»     | 1:37         |
| 2. | «We Are 138» | 1:40         |

| №                   | Название            | Длительность |
| ------------------- | ------------------- | ------------ |
| 1.                  | «Attitude»          | 1:28         |
| 2.                  | «Hollywood Babylon» | 2:17         |
| Общая длительность: | Общая длительность: | 7:02         |

## Тираж
Первый тираж "Bullet" состоял из 1000 копий, пластинка имела чёрный цвет и была вложена в конверт вместе с текстами песен. Дополнительный тираж состоял из 2000 копий, пластинка имела красный цвет. Второй дополнительный тираж состоял уже из 7000 копий.

## Кавер-версии
"Bullet" была записана группой Refused для сборника Children In Heat и The Hellacopters для трибьют-альбома Hell on Earth: A Tribute to the Misfits. Entombed записала "Hollywood Babylon" для своего студийного альбома. "Attitude" перепевали Sum 41, The Slackers, и Guns N' Roses.

## Участники записи

### The Misfits
- Гленн Данциг - вокал
- Франш Кома - гитара, бэк-вокал
- Джерри Онли - бас-гитара, бэк-вокал
- Джим Катанья - барабаны

### Персонал
- Дэйв Айхелис - звукорежиссёр
- Рич Флорес - мастеринг